# Lurte
Lurte est un groupe espagnol de folk metal, originaire de Saragosse, en Aragon. Formé en 2003, le groupe compte 5 albums studio, un maxi-single et une compilation.

## Histoire
Le groupe est formé en 2003 à Saragosse, en Aragon. Pendant leur carrière, ils sont nommés trois fois pour les Premios de la Música Aragonesa, dans des sections telles que « autres musiques » et « meilleure chanson en aragonais ».
En 2011, au milieu de la tournée pour leur album Neopatria, sorti la même année, ils font collaborer le violoniste Alberto Navas, qui devient rapidement un membre permanent du groupe. Sur leur album Última frontera, Lurte enregistre avec de artistes espagnols reconnus tels que Bieto Romero (de Luar Na Lubre) et Fernando Ponce de León (ancien membre de Mägo de Oz). Última frontera est d'ailleurs nommé dans la catégorie du « meilleur album auto-édité » en 2014. Leur dernier album, V, est l'occasion pour le groupe de se consolider, avec la participation du percussionniste Rubén García, également originaire de Saragosse. En 2019, ils participent à l'Iberian Warriors Metal Fest 2019.

## Style musical
Leur style musical est basé sur l'utilisation d'instruments à vent traditionnels aragonais, tels que la gaita de boto, la dulzaina, la corne de Ribagorza ou le chiflo, ainsi que sur une percussion puissante, un violon guerrier, qui font de Lurte une référence parmi les groupes de folk metal espagnols. Leurs rythmes, leur force et leur esprit évoquent les batailles des Almogavars, une armée de mercenaires au service du roi d'Aragon, en principe, ou de celui qui payait le mieux, qui a livré de nombreuses batailles entre le XIe et le XIVe siècle. Les Almogavars de l'époque ont perpétué les traditions celtibères en combinant la force du guerrier et l'amour de la terre mère.

## Discographie
- 2006 : Dispierta fierro
- 2008 : Deus lo bol
- 2010 : Biellas Esferras
- 2011 : Neopatria
- 2013 : Última frontera
- 2016 : Fierros d´a Baralla
- 2018 : V